# Japanische Dreiband-Meisterschaft
Die Japanische Dreiband-Meisterschaft gehört zu den ältesten Nationalmeisterschaften in dieser Disziplin des Karambolagebillards und wird seit dem Zweiten Weltkrieg regelmäßig im 1-Jahres-Turnus ausgetragen. Ausrichter ist der nationale Karambolageverband Japan Professional Billiards Federation (JPBF), die der Nippon Billiards Association (NBA) angeschlossen ist.

## Geschichte
Bereits ein Jahr nach der Rückkehr von Kinrei Matsuyama aus den USA, von wo er das Dreibandspiel mitbrachte, konnte er den Verband davon überzeugen eine Nationalmeisterschaft auszurichten, deren erster Sieger er dann auch wurde. Bei der zweiten Ausgabe 1939 spielte Matsuyama schon einen Generaldurchschnitt (GD) von < 1,000, eine Marke die zu der Zeit kein Amateurspieler in Europa oder Amerika leisten konnte. Pedro Leopoldo Carrera war der erste, der 1952 bei der Dreiband-Weltmeisterschaft diese Marke überschritt. Bis zum kriegsbedingten Aussetzen der Meisterschaft 1942 gewann er alle Titel. Nach dem Krieg wurde die erste Meisterschaft 1949 gespielt, der Sieger hieß Kōya Ogata, der den Titel im Laufe der Jahre insgesamt 15 Mal gewann und bis heute damit Turnierrekordsieger ist. 1968 gewann er seinen letzten Titel und wurde danach von Nobuaki Kobayashi abgelöst, der bis 1974 das Turnier fünf Mal gewann. Auf ihn folgte Jun’ichi Komori und beide Spieler beherrschten die Meisterschaft von da an bis Anfang der 1980er-Jahre, waren auch als Team 1981, 1985 und 1992 bei der Dreiband-Weltmeisterschaft für Nationalmannschaften erfolgreich.
Die Japanische Meisterschaft gehörte zu den ersten Turnieren, die eine Zeitlimitierung des Stoßes einführte. Sie betrug 1993 60 Sekunden. Nach der ersten Überschreitung wurde der Spieler verwarnt, bei der Zweiten erfolgte die Disqualifikation, so geschehen mit Kawamae 1993. Es war die zweite Disqualifikation dieser Art seit der Einführung in Japan. Die BWA führte erst später eine Zeitlimitierung auf internationaler Ebene ein, die dann auch nach und nach von der UMB bei Welt- und Europameisterschaften eingeführt wurde und heute zum Standard geworden ist.

## Turnierstatistik
Die Klammerzahl gibt die Anzahl der Siege an.
| Nr.                          | Jahr | Gold                  | GD    |
| ---------------------------- | ---- | --------------------- | ----- |
| 1                            | 1938 | Kinrei Matsuyama (1)  | 0,844 |
| 2                            | 1939 | Kinrei Matsuyama (2)  | 1,057 |
| 3                            | 1940 | Kinrei Matsuyama (3)  | 0,970 |
| 00001941: Keine Ausgabe      |      |                       |       |
| 4                            | 1942 | Kinrei Matsuyama (4)  | 0,992 |
| 00001943–1948: Keine Ausgabe |      |                       |       |
| 5                            | 1949 | Kōya Ogata (1)        | 0,856 |
| 6                            | 1949 | Kōya Ogata (2)        | 1,010 |
| 7                            | 1950 | Keizo Kubo (1)        | 1,195 |
| 8                            | 1951 | Kōya Ogata (3)        | 1,081 |
| 9                            | 1952 | Keizo Kubo (2)        | 1,195 |
| 10                           | 1953 | Kōya Ogata (4)        | 0,871 |
| 11                           | 1954 | Kōya Ogata (5)        | 1,190 |
| 12                           | 1955 | Kōya Ogata (6)        | 0,967 |
| 13                           | 1956 | Kōya Ogata (7)        | 0,960 |
| 14                           | 1957 | Kōya Ogata (8)        | 1,165 |
| 15                           | 1958 | Kōya Ogata (9)        | 1,212 |
| 16                           | 1959 | Kōya Ogata (10)       | 1,020 |
| 17                           | 1960 | Trazo Miyabe (1)      | 0,984 |
| 18                           | 1961 | Kōya Ogata (11)       | 1,106 |
| 19                           | 1962 | Kōya Ogata (12)       | 1,048 |
| 20                           | 1963 | Kiyoshi Miyaguchi (1) | 0,997 |
| 21                           | 1964 | Kōya Ogata (13)       | 1,347 |
| 22                           | 1965 | Kōya Ogata (14)       | 0,972 |
| 23                           | 1966 | Kōya Ogata (15)       | 1,077 |
| 24                           | 1967 | Shigeaki Nakaya (1)   | 0,944 |
| 25                           | 1968 | Kōya Ogata (16)       | 0,965 |
| 26                           | 1969 | Nobuaki Kobayashi (1) | 1,245 |
| 27                           | 1970 | Shigeki Kashiki (1)   | 1,085 |
| 28                           | 1971 | Nobuaki Kobayashi (2) | 1,135 |
| 29                           | 1972 | Nobuaki Kobayashi (3) | 1,191 |
| 30                           | 1973 | Nobuaki Kobayashi (4) | 1,122 |
| 31                           | 1974 | Nobuaki Kobayashi (5) | 1,236 |
| 32                           | 1975 | Junichi Komori (1)    | 1,165 |
| 33                           | 1976 | Junichi Komori (2)    | 1,457 |
| 34                           | 1977 | Junichi Komori (3)    | 1,253 |
| 35                           | 1978 | Nobuaki Kobayashi (6) | 1,394 |
| 36                           | 1979 | Yoshio Yoshihara (1)  | 1,168 |
| 37                           | 1980 | Nobuaki Kobayashi (7) | 1,568 |
| 38                           | 1981 | Yoshio Yoshihara (2)  | 1,168 |
| 39                           | 1982 | Nobuaki Kobayashi (8) | 1,303 |
| 40                           | 1983 | Nobuaki Kobayashi (9) |       |

| Nr. | Jahr | Gold                   | GD    |
| --- | ---- | ---------------------- | ----- |
| 41  | 1984 | Junichi Komori (4)     | 1,379 |
| 42  | 1985 | Yoshio Yoshihara (3)   | 1,363 |
| 43  | 1986 | Yoshio Yoshihara (4)   | 1,167 |
| 44  | 1987 | Joji Kai (1)           | 0,954 |
| 45  | 1988 | Yoshihiko Mano (1)     | 1,191 |
| 46  | 1989 | Yoshio Yoshihara (5)   | 1,205 |
| 47  | 1990 | Joji Kai (2)           | 0,954 |
| 48  | 1991 | Reiji Ichinose (1)     | 1,009 |
| 49  | 1992 | Junichi Komori (5)     | 1,432 |
| 50  | 1993 | Nobuaki Kobayashi (10) | 1,474 |
| 51  | 1994 | Nobuaki Kobayashi (11) | ?     |
| 52  | 1995 | Nobuaki Kobayashi (12) | ?     |
| 53  | 1996 | Reiji Ichinose (2)     | 1,182 |
| 54  | 1997 | Akio Shimada (1)       | ?     |
| 55  | 1998 | Tatsuo Arai (1)        | 1,481 |
| 56  | 1999 | Nobuaki Kobayashi (13) | 1,363 |
| 57  | 2000 | Joji Kai (3)           | 1,800 |
| 58  | 2001 | Joji Kai (4)           | 1,612 |
| 59  | 2002 | Akio Shimada (2)       | ?     |
| 60  | 2003 | Tatsuo Arai (2)        | ?     |
| 61  | 2004 | Tatsuo Arai (3)        | ?     |
| 62  | 2005 | Hideaki Kobayashi (1)  |       |
| 63  | 2006 | Ryūji Umeda (1)        |       |
| 64  | 2007 | Takao Miyashita (1)    |       |
| 65  | 2008 | Tsuyoshi Suzuki (1)    |       |
| 66  | 2009 | Ryūji Umeda (2)        |       |
| 67  | 2010 | Yoichiro Mori (1)      |       |
| 68  | 2011 |                        |       |
| 69  | 2012 | O Takeshima (1)        |       |
| 70  | 2013 | Kouji Funaki (1)       |       |
| 71  | 2014 | Tatsuo Arai (4)        |       |
| 72  | 2015 | Ryūji Umeda (3)        |       |
| 73  | 2016 | Akio Shimada (1)       |       |
| 74  | 2017 | Nobuyasu Sakai (1)     |       |
| 75  | 2018 | Tatsuo Arai (5)        |       |
| 76  | 2019 | Tatsuo Arai (6)        |       |
| 77  | 2020 | Kouji Funaki (2)       |       |
| 78  | 2021 |                        |       |
| 79  | 2022 | Ryūji Umeda (4)        |       |
| 80  | 2023 | Ryūji Umeda (5)        |       |
| 81  | 2024 | Ryūji Umeda (6)        |       |

Quellen: